# U 567 (Kriegsmarine)
De U 567 was een U-boot van het type VII C van de Duitse Kriegsmarine tijdens de Tweede Wereldoorlog. De U 567 werd door de escortecommandant-kapitein F. Johnnie Walker tot zinken gebracht op 21 december 1941. Hierbij kwam kapitein-luitenant-ter-zee Engelbert Endrass om.

## Geschiedenis
Vanaf 14 december 1941 werd het konvooi HG-76, dat vanuit Gibraltar naar Groot-Brittannië opstoomde, gedurende een week voortdurend aangevallen en bestookt door U-boten.
Ter hoogte van de Azoren op 21 december en op 44° 2′ 0″ NB, 20° 10′ 0″ WL kreeg escortecommandant-kapitein Johnnie Walker op zijn korvet HMS Samphire en de sloep HMS Deptford de U-567 op hun ASDIC's te pakken en brachten hem met dieptebommen tot zinken.
Voor het U-bootwapen en admiraal Dönitz was het een morele klap. Endrass was in Nazi-Duitsland een van de meest bekende U-bootcommandanten geweest. Daaromheen werd propaganda gemaakt in de Duitse sensatiepers. 
De U-boten konden van het escorte het hulpvliegkampschip HMS Audacity en de torpedobootjager HMS Stanley tot zinken brengen. Van het konvooi HG-76 gingen twee vrachtschepen verloren. De Duitsers verloren vijf U-boten : de U 127, U 131, U 434, U 574 en de U 567.

## Commandanten
- 24 Apr. 1941 - 14 Okt. 1941: Theodor Fahr
- 15 Okt. 1941 - 21 Dec. 1941: Kptlt. Engelbert Endrass (+) (Ridderkruis)